# Toguz Kumalak

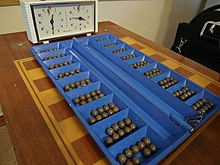
Tablero de togyzkumalak

Togyzkumalak o toguz kumalak((del kazako: toğızqumalaq )) es un juego familiar mancala jugado en Kazajistán. Hay una serie de juegos similares que se practican en las naciones de habla turca, como el toguz korgool en Kirguistán, el Mangala en Turquía, y el Mere Köçdü en Azerbaiyán, y el Chaqpelek en el pueblo uigur. También se juega entre la minoría kazaja de China y Mongolia. Hay una ligera diferencia entre estos juegos en cuanto a las reglas y los términos del juego.
Las reglas del togyzkumalak contemporáneo fueron unificadas en 1949 por los intelectuales kazajos Mukhtar Auezov y Kalibek Kuanishbayev. Estas reglas se convirtieron en la base de los torneos hasta el día de hoy, en el Campeonato Mundial de Togyzkumalak y en el Campeonato Mundial de Programas Informáticos de Togyzkumalak. 
El juego es considerado deporte nacional en Kazajistán. Está estimado que existen cerca de 10,000 jugadores organizados y alrededor de 200 entrenadores oficiales en Kazajistán.
De la misma forma que en el ajedrez, go y las damas, existen campeonatos mundiales que atraen jugadores de todo el mundo. El campeonato mundial de Toguz Kumalak es celebrado cada dos años, el más reciente en Pardubice, República Checa, en 2014. 

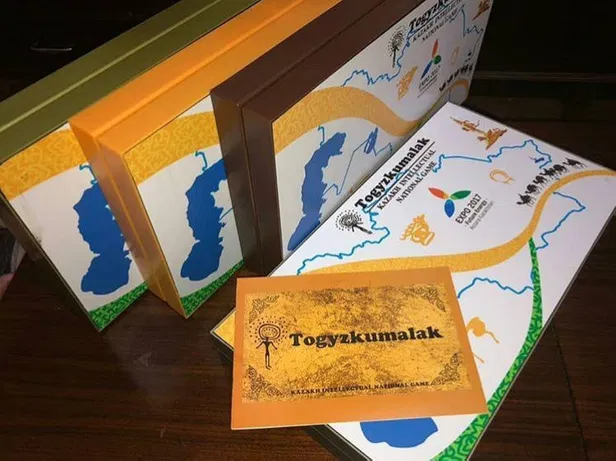
Tablero de togyzkumalak fabricado en serie

Existen muchas competiciones a nivel local regional y nacional en Asia Central. Además, Existen torneos anuales en algunos países de Europa incluyendo Inglaterra (Londres), Alemania (Schweinfurt), Suiza (La Tour-de-Peilz), y República Checa (Praga y Pardubice).
Los actuales campeones mundiales son Asel Dalieva y Khakimzhan Eleysinov. El mejor jugador no asiático fue Jurij Nold (Alemania).

## Competiciones

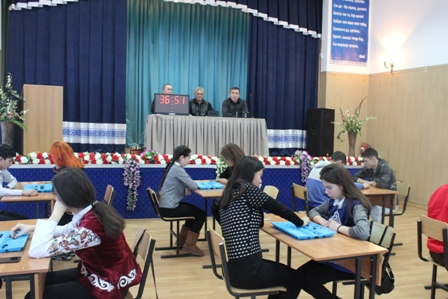
Torneo de Togyzkumalak en Astaná

El primer torneo contemporáneo de togyzkumalak se celebró en 1948 en Almaty, República Socialista Soviética de Kazajistán hubo disputas en torno a las reglas que no estaban estandarizadas. Eso fue llevado a la unificación y estandarización de las reglas en 1949.
El primer Campeonato Mundial de Togyzmkumalak se celebró del 1 al 7 de noviembre de 2010 en Astaná, Kazajistán. Los 25 participantes del campeonato masculino representaban a 14 naciones: Alemania, Antigua y Barbuda, China, España, Estados Unidos, Georgia, Kazajistán, Kirguistán, Mongolia, Rusia, Suiza, Turquía, Turkmenistán y Uzbekistán. Las 18 jugadoras del campeonato femenino procedían de 10 países: Azerbaiyán, China, República Checa, Kazajistán, Kirguistán, Mongolia, Rusia, Turquía, Turkmenistán y Uzbekistán. Cuatro naciones enviaron equipos completos (3 jugadores) en cada género: Kazajistán, Kirguistán, Mongolia y Rusia. Uzbekistán tuvo un equipo masculino completo.
Cronología de los Campeonatos del Mundo de Togyzkumalak:
- El primer Campeonato Mundial se celebró del 1 al 7 de noviembre de 2010 en Nursultán, Kazajistán.
- Segundo Campeonato Mundial de Togyzkumalak se celebró del 14 al 20 de julio de 2012 en Pardubice, Chequia.
- El tercer Campeonato Mundial de Togyzkumalak se celebró del 12 al 18 de abril de 2015 en Alma Ata, Kazajistán.
- Cuarto Campeonato Mundial de Togyzkumalak se celebró del 03 al 8 de septiembre de 2017 en Astaná, Kazajistán
- El quinto Campeonato Mundial de Togyzkumalak se celebró del 26 de abril al 4 de mayo de 2019 en Antalya, Turquía

También hay un Campeonato Mundial de Programas Informáticos Togyzkumalak entre los desarrolladores. En 2015, la ciudad de Pardubice, República Checa, celebró el III Campeonato Mundial de programas de ordenador togyzkumalak.El primer puesto fue para el programa de Kazajistán desarrollado por Yernar Shambayev, Diana Kenina y Serik Aktayev (6 puntos). El segundo puesto lo ganó un programa realizado por desarrolladores kirguises y el tercero fue para un programa de ordenador de la República Checa.

## Tablero

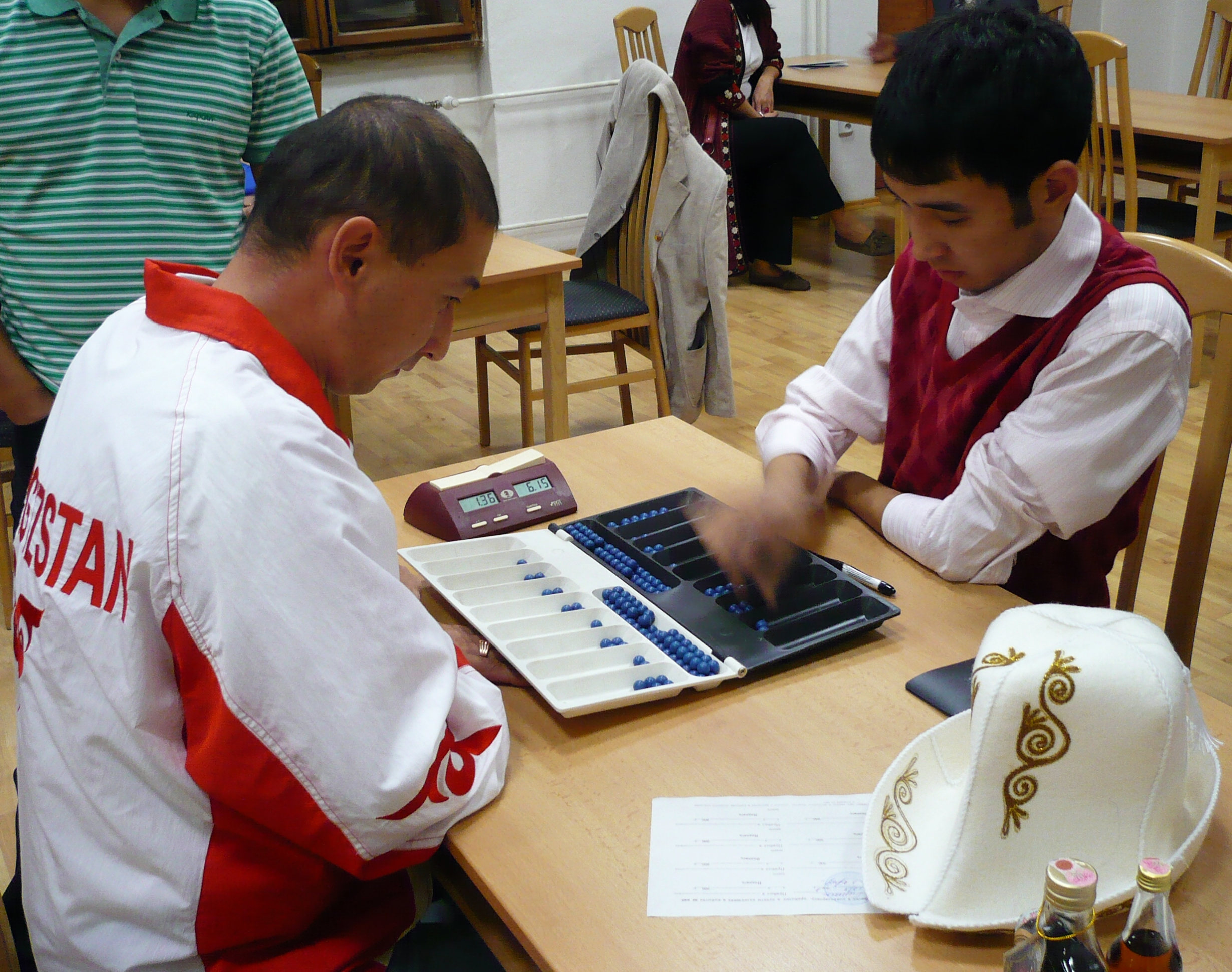
Toguz korgool

El Toguz Korgool es jugado en un tablero especial con dos filas de nueve bolas. Existen dos "kazna" (literalmente "tesorería") entre las dos filas, que son usados para acumular las bolas de cada jugador separadamente. Se acostumbra que el kazna más cercano a los hoyos, pertenezcan al jugador contrario. Al empezar el juego, debe haber nueve bolas por hoyo, excepto los kaznas que están vacíos. Es decir, se necesitan 162 bolas.

## Desarrollo del Juego

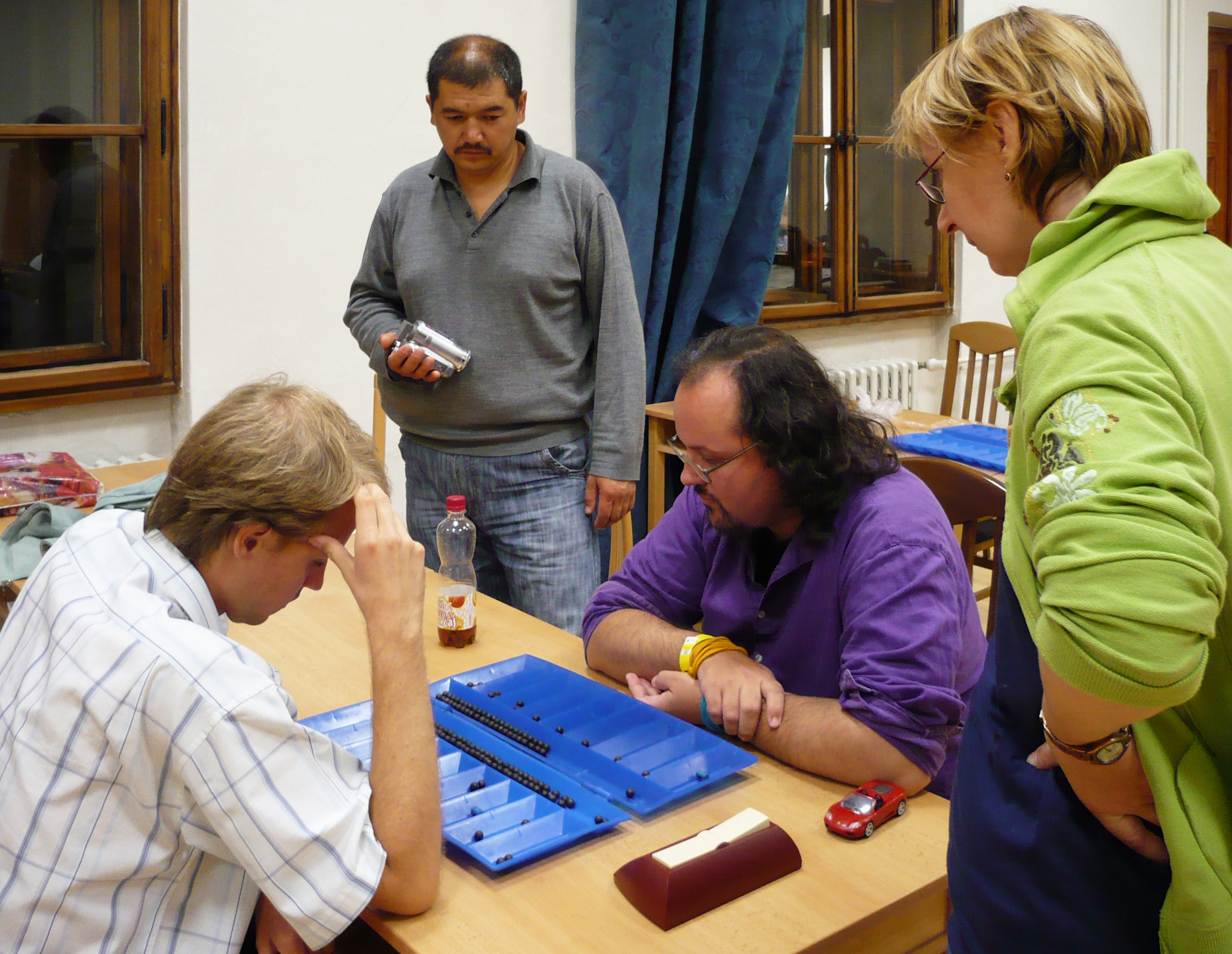
jugando toguz korgool

En su turno, un jugador toma todas las bolas de cualquiera de los hoyos de su lado del tablero, y los distribuye en sentido antihorario, uno por hoyo, en los hoyos siguientes, comenzando por el mismo hoyo de donde los ha tomado. 
Si la última bola entra en un hoyo en el lado del contrario, con lo cual el contenido de este hoyo se convierten en un número par de bolas, éstos son capturados y almacenados en el kazna del jugador.Cuando se juega desde un hoyo con una sola bola, ésta se pone en el próximo hoyo, dejando el de arranque vacío. Si la última bola entra en un hoyo del lado del contrario, y en este hoyo se conforman exactamente tres bolas, entonces el hoyo se vuelve su tuz (sal en kirguís; o tuzdyk en kazako que significa lugar sagrado) y es marcado de algún modo. 
- Sólo un tuz por jugador puede hacerse en un juego.
- Un tuz no puede hacerse en el último hoyo del contrario (noveno, el primero a su derecha).
- Un tuz no puede hacerse si es simétrico al ya hecho por el contrario (si el contrario tiene su tuz en nuestro primer hoyo, nosotros no podemos hacer el nuestro en su primer hoyo).
- En los casos en que un tuz no puede hacerse, podemos terminar un movimiento allí, pero el hoyo no se vuelve un tuz.
- Un movimiento no puede empezar de un tuz.
- Las bolas que terminan en un tuz se capturan por su dueño. Si se sobrecarga, nosotros podemos tomar las bolas y guardarlas en el kazna.

El juego finaliza cuando un jugador no puede mover en su turno, porque todos los hoyos en su lado (excepto un posible tuz) están vacíos. 
Cuando el juego ha terminado, el jugador que todavía tiene bolas en su lado (excepto en un posible tuz) toma estos y los agrega a su kazna.
Ambos jugadores agregan los contenidos de su tuz (que están en el lado del contrario) a su kazna. 
El ganador es el jugador con más bolas al final del juego. 
Si ambos jugadores han capturado 81 bolas, el juego termina en empate.